# Liste der Kulturdenkmäler in Goddert
In der Liste der Kulturdenkmäler in Goddert sind alle Kulturdenkmäler der rheinland-pfälzischen Ortsgemeinde Goddert aufgeführt. Grundlage ist die Denkmalliste des Landes Rheinland-Pfalz (Stand: 21. Dezember 2021).

## Einzeldenkmäler
| Bezeichnung | Lage                | Baujahr                            | Beschreibung                                                 | Bild                           |
| ----------- | ------------------- | ---------------------------------- | ------------------------------------------------------------ | ------------------------------ |
| Brunnen     | Hauptstraße Lage    | zweite Hälfte des 19. Jahrhunderts | gusseiserner Laufbrunnen, zweite Hälfte des 19. Jahrhunderts | weitere Bilder Fotos hochladen |
| Hofanlage   | Hauptstraße 23 Lage |                                    | Fachwerkstreckhof                                            | Fotos hochladen                |
| Hofanlage   | Hauptstraße 24 Lage | 18. Jahrhundert                    | Streckhof; Fachwerkbau, teilweise massiv, 18. Jahrhundert    | Fotos hochladen                |
| Hofanlage   | Hauptstraße 28 Lage |                                    | Fachwerkstreckhof                                            | Fotos hochladen                |